# Glory (satelita)
Glory – nieudana misja satelitarna NASA do badań stałej słonecznej i aerozoli atmosferycznych. 4 marca 2011 satelita miał zostać umieszczony na orbicie kołowej o wysokości 705±2 km, jednak w trakcie wynoszenia na orbitę z bazy wojskowej Vandenberg nie odłączyła się osłona aerodynamiczna ładunku, powodując utratę urządzenia.

## Wyposażenie sondy
- Aerosol Polarimetry Sensor, APS – polarymetr aerozoli

Przyrząd do zbierania informacji o polaryzacji i intensywności światła widzialnego, bliskiej podczerwieni i podczerwieni krótkofalowej, rozproszonego na aerozolach atmosferycznych i chmurach.
- Total Irradiance Monitor (TIM) – monitor irradiancji całkowitej

Radiometr do rejestrowania całkowitego strumienia świetlnego padającego na Ziemię. Składał się z czterech bliźniaczych radiometrów, co miało zapewniać redundancję i poprawiać dokładność pomiaru. TIM znajdował się na platformie umożliwiającej skierowanie go w kierunku Słońca niezależnie od położenia samego satelity.
- Cloud Camera – kamera monitoringu pokrywy chmur

Dwupasmowa kamera rejestrująca światło w paśmie niebieskim i bliskiej podczerwieni. Składała się z nieskanujących detektorów podobnych do stosowanych w szukaczach gwiazd, ale skierowanych w kierunku Ziemi. Pole widzenia kamery miało być wycentrowane na śladzie naziemnym satelity i pokrywać się z polem widzenia APS.

## Budowa i działanie
Satelita Glory został zbudowany przez firmę Orbital Sciences Corporation, w oparciu o platformę LEOStar.
Aluminiowy korpus statku miał kształt graniastosłupa o podstawie ośmiokąta foremnego. Na jednym jego końcu znajdował się moduł napędowy z silniczkami hydrazynowymi (4×4N), z zapasem paliwa (45 kg) na co najmniej 36 miesięcy. Satelita posiadał dwa rozkładane panele ogniw słonecznych, sterowalne w dwóch osiach. Zapewniały one ok. 400 W energii elektrycznej, przy średnim zużyciu 150 W. Był stabilizowany trójosiowo, z dokładnością dziesiątek sekund łuku.
Statek miał pracować z orbity tworzącej A-Train, konstelację współobserwujących satelitów środowiskowych i teledetekcyjnych.
Niektóre podzespoły satelity cechowały się nadmiarowością.